# タレント政治家
タレント政治家（タレントせいじか）とは、タレントであったことによる大衆的な人気や知名度を活用して政治家になった人物のことである。
国会議員などの場合には、タレント議員とも言う。

## 概説
タレント政治家については、明確な定義があるわけではない。
タレント業を生業としている者（芸能人）だけについてそう呼ぶ場合もあれば、単にメディアを通じて高い知名度があるという理由でタレント政治家と呼ばれる場合もある。メディアを通じて高い知名度がある場合、学者・作家・芸術家といった文化人や、スポーツ選手、ジャーナリスト、放送局の社員であって厳密にはタレントには含まれないアナウンサーや記者出身の政治家などについてもそのように表現されることがある。
日本においてはテレビの普及以降、高橋圭三・宮田輝・田英夫・秦豊・畑恵・黒岩祐治・丸川珠代・杉尾秀哉・小池百合子などアナウンサー・ニュースキャスター出身の政治家は増えている。彼らはメディアを通じて自身の活動が大衆に認知されているか、またはメディア自体が職場であった者であるが、いずれもメディアにおいて仕事をしてきた結果高い知名度を得ている。メディア側の変質もあり（高橋圭三や秦豊は放送局退社後もフリーアナウンサー・司会として長くメディアにおいて活動していた人物であり、芸能人や文化人的な一面も備えた存在であった）、選挙時にはアナウンサー出身者もタレント候補として扱われるようになっていった。
さらには本人がタレント活動を行っていなくても、親族に著名人がいる場合にはタレント政治家に準じた扱いをされることもある（例：大泉洋の兄・大泉潤（函館市長））。
個人として高い知名度を持つタレントは、選挙のための広報活動を行わなくとも有権者に認知されているため、選挙活動において有利に働くこともある。例えば、作家・タレントとして全国的に高い知名度を持っていた青島幸男は、選挙公報作成と政見放送録画を除いて当人は一切の選挙運動を行わなかったが、それでも殆どの選挙で当選していた。
政党がタレントの擁立に走る背景として、短期間の選挙運動で大量の得票ができるタレント候補は、選挙戦術上有効であるということや、選挙演説などで党の広告塔的役割を担ってもらうことができる、などがある。一方で政治に関する経験や知識の少ないタレントが立候補するとの批判、タレントを立候補させることを有権者から集票するための安易な客寄せに過ぎないとの批判がしばしば行われるが、職業差別に過ぎないとの反論もある。最終的には有権者の判断次第、というのが大方の見方である。
前述のように、タレント政治家と呼ばれる政治家（あるいは候補者）には文化人やアナウンサー、あるいはタレント業を職業とするものであっても、政治に関し専門的に学んだ者も含まれている。
タレント政治家の中には自らをタレント政治家と扱われたり、知名度のみで当選したとされたりすることに不満を持つ場合も少なくない。そのため選挙の際にはマニフェストなど政策の具体性を強調したり、親族あるいは友人や師弟関係にある者その他の交友の深いタレント（あるいは著名人）が応援演説を申し出てもあえて断り、自らその他のタレント政治家とは一線を画する戦術を採ることも多い。

## 日本のタレント政治家

### 歴史
作家やタレント等、他分野での高い知名度を持つ議員は帝国議会創設間もない時期からおり、小説「佳人之奇遇」で知られる東海散士は1892年の第2回総選挙から8回連続当選している。1908年の第10回衆議院議員総選挙に、日露戦争で対露強硬論を唱え「バイカル博士」として大衆的人気を集めた東京帝国大学教授の戸水寛人が出馬、当選している。ただし、当時の帝大教授のステータスを考えれば現在の学者出身タレント議員とは同列に出来ない面もある（当時の貴族院には帝大や帝国学士院会員の任命枠があった。また戸水は法学博士であり他の学問と比較すると政治と距離が近い）。政治講談で知られる伊藤痴遊は政治活動を開始した後に講談師となったが、東京市会や第16回衆議院議員総選挙、第18回衆議院議員総選挙で当選している。
1898年の第5回総選挙と第6回総選挙に芸術家の川上音二郎、1915年の第12回衆議院議員総選挙に歌人の与謝野鉄幹、1928年の第16回衆議院議員総選挙に作家の菊池寛らが立候補しているが、いずれも落選している。また貴族院議員の中には、画家の黒田清輝、「虎狩りの殿様」で著名となった徳川義親など、高い知名度を持ち、現在ならタレント議員と目されたような人物が幾人か存在した。前記の戸水寛人と並んで帝大七博士として有名になった小野塚喜平次も、帝国学士院枠で貴族院議員になっている。ただし徳川義親と黒田清輝は継承した爵位による就任であり、個人の声名のみで議員となったわけではない（徳川は侯爵議員なので本人の能力にかかわらず議員の地位は約束されていた。黒田は子爵議員）。終戦後も貴族院では、ジャーナリストの長谷川如是閑、作家の山本有三や武者小路実篤といった有名人が勅選議員に任じられている。
1946年、戦後初の衆議院議員総選挙、第22回衆議院議員総選挙に大選挙区の東京1区から立候補して当選した吉本興業（東京吉本）所属の演歌師・石田一松が、一般的にはタレント議員第一号と言われている。ただ石田当選時には芸能人等を指して「タレント」と表現する用法はまだ存在しておらず、石田は在職中「タレント議員」と呼ばれることはなく、専ら「芸能人代議士」と形容された。この年の選挙には作家の石川達三と元横綱の男女ノ川登三（立候補時は本名の坂田供次郎）が立候補しているが、いずれも落選している。男女ノ川の伝記を書いた川端要壽は、「今の選挙なら、男女ノ川や石川ほどの知名度があればまず当選していただろう。時代が悪かったともいえるし、国民が真面目だったともいえる」と書いている。
「タレント議員」という呼称がマスコミ等で使用されるようになった契機は、職業をまさに「タレント」と称していた藤原あきが、1962年7月の第6回参議院議員通常選挙全国区において116万票の大量得票でトップ当選した際の報道であった。衆議院議員で外務大臣などを歴任した藤山愛一郎の親族であったとはいえ、当人は選挙前までは全く政治活動に関わっておらず、政治的な発言も無かった藤原がそれまでに例のない大量得票をしたことは社会に大きな印象を与えた。また藤原は当選時、前夫の藤原義江とは既に離婚しており、「藤原あき」は芸名（通名）であった。従って参議院では当時の規則により本名の「中上川（なかみがわ）あき君」と呼ばれた。タレント候補は選挙時には芸名を使用できるが、ひとたび議員となれば参議院内では本名で活動しなければならないという規則が存在していることが広く知られるようになり、タレント議員の特徴の一つとして認識された。なお、藤原は任期途中の1967年に現職議員のままで死去した。
こうしたことから藤原は「タレント議員のはしり」と言われるようになり、またこれ以後タレント議員というマスコミ用語が定着、現在のような意味合いで使用される表現となった。
日本国憲法下で参議院が誕生し、1980年まで参議院選挙には全国区制があったため、知名度のあるタレントが議員になりやすい傾向があり、1960年代から1970年代にかけてタレント議員が急増すると、「芸能院」と揶揄されることもあった。
1965年参議院選挙では、自民党から元レスリング選手で指導者の八田一朗が当選した。
1968年参議院選挙では、自民党から作家の石原慎太郎が300万票を超える大量得票でトップ当選したほか、同じく作家の今東光、1964年東京五輪女子バレー日本代表監督の大松博文、社会党からNHK記者の上田哲、無所属で放送作家･テレビタレントの青島幸男、漫才師の横山ノック（山田勇）が初当選。
1971年参議院選挙では、社会党からニュースキャスターの田英夫、女優の望月優子（鈴木美枝子）、自民党から歌手の安西愛子（志村愛子）、講談師の一龍齋貞鳳（今泉正二）、民社党からフリーアナウンサーの木島則夫、無所属で落語家の立川談志（松岡克由）、放送作家・テレビタレントの野末陳平（繰り上げ当選）らが当選する。
1974年参議院選挙では、上田、青島が再選し、自民党からNHKアナウンサーの宮田輝、女優・テレビタレントの山東昭子、経済評論家の斎藤栄三郎、女優の山口淑子（大鷹淑子）、社会党からニュースキャスターの秦豊、無所属では漫才師のコロムビア・トップ（下村泰）らが初当選を果たした。これらの中には、山東が日立グループ、宮田がトヨタグループからの全面的な支援をうけていたように、組織型選挙のいわば広告塔的な役割を果たしていたものも多い。
1977年参議院選挙では、前出の木島、田、安西が再選、横山ノックが返り咲き、自民党から女優の扇千景（林寛子）、新自由クラブから弁護士の円山雅也、無所属でテレビ司会者の八代英太（前島英三郎）、元NHKアナウンサーの高橋圭三が初当選した。
1980年参議院選挙では、前出の青島が三選、宮田、山東、山口、秦（繰り上げ当選）が再選、無所属で元朝日放送アナウンサーの中村鋭一、元東京都知事・経済学者の美濃部亮吉、革新自由連合からタレントの中山千夏が初当選した。
1983年の参議院選挙からは全国区制が廃止され、厳正拘束名簿式比例代表制が導入された。この制度では政党単位であらかじめ当選順位が決定されることとなり、個人名での投票が認められないため、知名度のあるタレント候補であっても当選のためには所属政党が議席を獲得し、なおかつ比例名簿の上位に搭載される必要が生じた。この選挙では、自民党公認で比例区から立候補していたタレント候補のうち、安西と扇は当選圏内に入る事が出来た一方で、前回の当選後に自民党に入党した高橋、円山は比例名簿下位の順位に配されたため、落選している。また、再選を目指した八代英太が「福祉党」、田英夫が「新自由クラブ民主連合」（新自由クラブと社会民主連合の統一確認団体）、新人で作家の野坂昭如が「第二院クラブ」、作家の八木大介（木本平八郎）が「サラリーマン新党」とそれぞれミニ政党から立候補し議席を獲得している。一方で全国区から地方区（特に改選定数の多い東京や大阪）からの立候補に切り替える傾向も見られ、野末が東京都選挙区、横山ノックが大阪府選挙区で再選を果たした。
以降もタレント候補の立候補は続き、都道府県選挙区から立候補するケースがある一方で、比例区は自民・社会などの大政党から立候補する候補（一部の例外を除いて登載順位が下位に置かれることが多かった）とミニ政党から立候補する候補に二極化された。特にミニ政党からの立候補は苦戦傾向が続いていたが、1989年参院選でプロレスラーのアントニオ猪木（猪木寛至、スポーツ平和党）、1992年参院選で元プロ野球選手の江本孟紀（スポーツ平和党）、ニュースキャスターの小池百合子（日本新党）などが当選している。
1995年の参議院選挙では、公明党・民社党・新生党・日本新党などの野党が糾合して新進党が誕生し初めて国政選挙に挑み、自民時代から現職であった扇千景が再選したほか、元宝塚歌劇団女優の但馬久美、元NHKアナウンサーの畑恵が初当選した。対する自民党もニュースキャスターの武見敬三、スピードスケート・自転車選手の橋本聖子、元サッカー選手・Jリーグ監督の釜本邦茂が初当選し、タレント議員の新規政界入りは続いている。
1998年の参議院選挙では、拘束名簿式比例名簿を採用した最終年となり、新進党の解党により再び各政党が分散、また民主党が初めて参院選に挑んだ選挙であったがタレント候補の擁立傾向は続いた。自民党から物理学者の有馬朗人、弁護士・作家の佐々木知子、民主党から元NHKアナウンサーの小宮山洋子、公明から元宝塚歌劇団女優・俳優の沢たまき（山本昌子、任期途中に死去）、社民党から弁護士の福島瑞穂が初当選し、民主党に移った江本が再選した。
2001年の参議院選挙からは、個人名でも投票できる比例代表制非拘束名簿式に改定されたため、知名度による集票力を見込んでタレント候補が再度注目されるようになり、各政党による擁立が一気に増加した。
非拘束名簿式になって初めての選挙となった2001年参議院選挙では、多くの政党がタレント候補の擁立に走り、その中から国際政治学者の舛添要一、プロレスラー・タレントの大仁田厚（以上自民党）、大学教授・タレントの田嶋陽子（社民党）、テレビタレント・司会者の大橋巨泉（大橋克己、民主党）らが比例区で当選をした。舛添は個人票では比例区全候補者を通じてトップの約158万票を獲得し、田島は約50万票、大仁田は約46万票、大橋は約41万票とそれぞれ知名度を生かして、大量得票を得た。現職・元職では山東昭子、扇千景（保守党）のベテラン議員が再選したほか、東京都選挙区から鞍替えした元バレーボール選手の小野清子（自民）が返り咲いた。
一方で、自由連合が政治経験未経験者を含む多くのタレント候補を大量に擁立したが、当選者を出すことができなかった。この選挙時の自由連合の代表であり、タレント擁立の当事者であった徳田虎雄は、「二世議員より苦労して一流になったタレントのほうがまし」という反論をしている。
また、当選を果たした大橋が約半年、田嶋が約1年8か月の短期間で、所属していた党の政策を批判する形で辞職したこともあり、安易なタレント擁立に対する批判が強まった。
その後も自由連合のような極端な事例こそないものの、参院選比例区でのタレントの擁立は続いた。
- 2004年参議院選挙では、自民党から経済学者の竹中平蔵（当時は民間人閣僚として経済財政担当政策・金融担当大臣であった）、ジャーナリストの山谷えり子（小川惠里子）、元スキー選手の荻原健司、プロレスラーの神取忍（神取しのぶ、繰上当選）、民主党から朝鮮日報日本支社長でコメンテーターの白眞勲、音楽家の喜納昌吉、公明党から元バレリーナの浮島智子が初当選し、社民党の福島が再選した。
- 2007年参議院選挙では、自民党から弁護士の丸山和也、元教師で教育評論家の義家弘介（後に衆議院議員へ転出）、民主党から元タレントの青木愛（衆議院議員から鞍替え）、プロゴルファーの横峯さくらの父である横峯良郎、元アナウンサーの今野東（衆議院議員から鞍替え）、新党日本から作家・元長野県知事の田中康夫（後に衆議院議員転出）が初当選し、舛添、山東、武見（繰上当選）が再選した。
- 2010年参議院選挙では、自民党から元俳優の三原じゅん子（中根順子、後に神奈川県選挙区へ転出）、弁護士の阿達雅志（繰上当選）、元プロ野球選手・監督の堀内恒夫（繰上当選）、民主党からジャーナリストの有田芳生、柔道選手の谷亮子、みんなの党からニュースキャスターの真山勇一（繰上当選）が初当選し、山谷、白、福島が再選した。
- 2013年参議院選挙では、自民党から実業家の渡邉美樹、日本維新の会から経済評論家の藤巻健史、みんなの党から東京HIV訴訟原告で大学講師の川田龍平が初当選し、橋本、山東、丸山が再選、維新からアントニオ猪木が返り咲いた。
- 2016年参議院選挙では、自民党から作家・コメンテーターの青山繁晴、歌手で「SPEED」メンバーの今井絵理子、日本維新の会からタレント・キャスターの石井苗子が初当選し、山谷、阿達、有田、白、福島が再選、生活の党と山本太郎となかまたちから青木が返り咲いた。
- 2019年参議院選挙では、立憲民主党から元格闘家の須藤元気が初当選し、橋本、山東、川田、藤巻（繰上当選）が再選、また前回みんなの党から宮城県選挙区で当選した元NHKアナウンサーの和田政宗も自民に移籍して比例区で再選した。
- 2022年参議院選挙では、自民党から漫画家の赤松健[注 5]、日本維新の会から元マラソン選手の松野明美（前田明美、熊本県議会議員から鞍替え）、歌手・俳優の中条きよし（下村清）、作家で元東京都知事の猪瀬直樹、元プロ野球選手の青島健太[注 6]、れいわ新選組からお笑い芸人の水道橋博士（小野正芳、任期途中で辞職）、NHK党から「暴露系YouTuber」のガーシー（東谷義和）が初当選し、山谷、今井、阿達、青木、石井が再選した。
- 2025年参議院選挙では、自民党から元競泳選手、元スポーツ庁長官の鈴木大地、国民民主党から元NHKアナウンサーの牛田茉友（髙橋茉友）、日本維新の会から元関西テレビアナウンサーの新実彰平、元タレント・元大阪市会議員の佐々木理江（中野理江）、国際政治評論家の石平（北埜陽）、参政党からシンガーソングキャスター（ジャズ歌手）のさや（塩入清香）、元ラグビー選手の後藤翔太、社民党からタレントのラサール石井（石井朗夫）、日本保守党から作家の百田尚樹、弁護士の北村晴男、チームみらいからSF作家・起業家・AIエンジニアの安野貴博などが初当選し、橋本聖子（石﨑聖子）と塩村文夏が再選、また前回日本維新の会から大阪府選挙区で当選した元フリーアナウンサーの梅村みずほは参政党に移籍して比例区から立候補し再選。また、立憲民主党から前年の東京都知事選挙に立候補のため、一旦参議院議員を辞職した蓮舫も比例区で立候補し、国政に復帰した。

しかし、2022年の参院選で当選したガーシー（東谷）は、自身の詐欺行為や名誉毀損の立件の恐れがある事を理由に海外逃亡先のドバイから帰国せず、議員在任期間中一度も本会議に出席しないことが問題となり、当選から約8か月後の2023年3月15日に国会議員として3人目の除名決議が可決されて参議院議員を失職する、前代未聞の事態が起きた。東谷はその後帰国し逮捕され有罪判決を受けており、候補者・議員の資質が問われる事態も招いている。
また、前出の須藤元気が、2019年の参院選から約5年後の2024年4月に衆議院東京都第15区補欠選挙に立候補したことにより退職となり、次点者となっていた元「モーニング娘。」でタレントの市井紗耶香（渡邊紗耶香）が欠員補充で繰上当選となる見通しとなった。市井本人は須藤の退職の際に繰上当選を辞退する意向を示していたが、公職選挙法の規定で当選決定前に立憲民主党が名簿から市井を削除することが出来ず、やむを得ず繰上当選の告示を受け、その日のうちに参議院に辞職願を提出し、辞職許可を受ける必要が生じた。このように落選後に本人に政治活動の意向がないにもかかわらず、制度上の不備で繰上当選となったことや、1日の在職期間でありながらも歳費が発生し、さらに資産公開を行う必要もあるなど、今後の議論の対象になりうる問題が起きている。なお、市井の辞職後はアカペラグループ・元RAG FAIRメンバーで保育士でもある奥村政佳が繰上当選となった。
浮動票の多い都市部ではタレント候補に票が集まりやすいとされ、タレント政治家を輩出しやすいと言われている。後述の通り、嘗ての大阪府選挙区では横山ノック、西川きよしに代表されるお笑いタレントの当選が注目され、「お笑い票」「お笑い百万票」が存在するとマスコミで表現、揶揄されることがあった。しかし一方で2004年の大阪府知事選挙では江本孟紀のほか、2019年の埼玉県知事選挙では青島健太が立候補するもそれぞれ落選しており、必ずしも知名度だけが当選に影響を与える理由にはならないとされる。またタレント政治家は他の都市部でも輩出し他の地域では「タレント票」として注目されることもあるが、これらの票も有権者の投票行動を客観的に調査したものではなく、組織票のような明確な根拠はない。
都市部の国政選挙では1983年に横山ノックが全国区から大阪府選挙区に転じて当選、1986年に西川きよし（西川潔）が参院選で初当選し3期つとめ、参議院東京都選挙区でも1986年に小野清子、1992年に森田健作（鈴木栄治）、1998年に中村敦夫（中村敦雄）、2004年に蓮舫、2007年に丸川珠代、2013年に山本太郎、2016年に朝日健太郎、2019年に塩村文夏、2022年には生稲晃子（佐山晃子）が初当選するなど、タレント候補の当選が注目された。2022年の東京都選挙区では当選者6人中4人をタレント候補が占めた（朝日、蓮舫、生稲、山本）。これ以外でも神奈川県選挙区では1995年に松あきら（西川玲子）、愛知県選挙区では1992年に新間正次（その後、選挙公報での学歴虚偽記載で公職選挙法違反となり、当選無効となった）、1995年に末広真季子（末廣眞樹子）などがそれぞれ当選している。
地方の国政選挙でも、参議院では2001年に柏村武昭（広島県選挙区）、2004年に鈴木陽悦（秋田県選挙区）、林久美子（滋賀県選挙区）、2007年に松浦大悟（秋田県選挙区）、友近聡朗（愛媛県選挙区）、2010年に徳永エリ（鈴木エリ、北海道選挙区）、石井浩郎（秋田県選挙区）、2013年に和田政宗（宮城県選挙区）、清水貴之（兵庫県選挙区）、2016年に杉尾秀哉（長野県選挙区）、平山佐知子（静岡県選挙区）、古賀之士（福岡県選挙区）、2019年に芳賀道也（山形県選挙区）、石垣のりこ（小川のり子、宮城県選挙区）、2021年に宮口治子（福田治子、広島県選挙区再選挙）、2022年に三上絵里（川堀絵里、広島県選挙区）、2025年に福士珠美（青森県選挙区）、庭田幸恵（富山県選挙区）がそれぞれ当選した。過去には2019年に愛媛県選挙区で元南海放送アナウンサーの永江孝子とローカルタレントのらくさぶろう（永江が当選）、2022年に長野県選挙区でものまねタレントの松山三四六と元TBSキャスターの杉尾秀哉（杉尾が当選）と、それぞれタレント候補同士の一騎打ちとなったことがある。
また、衆議院では、参議院議員から転身した作家の石原慎太郎（旧東京2区、東京都知事歴任後に比例東京ブロックで衆議院議員復帰）、プロレスラーの馳浩（石川1区、後に石川県知事に当選）、経済評論家の海江田万里（旧東京1区→東京1区）、テレビキャスターの高市早苗（旧奈良県全県区→奈良県第1区→奈良県第2区）、元プロ野球選手の三沢淳（愛知4区）、ラジオパーソナリティ・タレントの玉城デニー（沖縄3区、後に沖縄県知事に当選）、五輪メダリスト初の衆議院議員となった堀井学（北海道9区）、既に宮崎県知事を経験していた東国原英夫（比例近畿ブロック）、F1ドライバーの山本左近（比例東海ブロック）、2019年参議院選挙落選の山本太郎（比例東京ブロック、2022年参議院議員に再転出）、元タレントの森下千里（比例東北ブロック）、元CBCアナウンサーの丹野みどり（愛知県第11区）、元タレントの八幡愛（比例近畿ブロック）などいくつかの当選例がある。なお、地方選出の国政選挙の場合は定数が1議席のみということが多く、浮動票だけでなく地元経済界や労働組合などのバックアップを受けた組織型選挙を展開することも多い。
地方自治体選挙においてもタレント政治家が当選を果たすことも少なくない。地方自治体におけるタレント政治家の例としては、
- 首長では美濃部亮吉（東京都知事。元参議院議員）、青島幸男（東京都知事。元参議院議員）、石原慎太郎（東京都知事。元参議院議員・元衆議院議員。知事退任後再び衆議院議員）、猪瀬直樹（東京都知事。知事退任後参議院議員）、舛添要一（東京都知事。元参議院議員）、小池百合子（東京都知事。元衆議院議員）、黒岩祐治（神奈川県知事）、横山ノック（大阪府知事。元参議院議員）、田中康夫（長野県知事。知事退任後参議院議員を経て衆議院議員）、東国原英夫（宮崎県知事。知事退任後衆議院議員）、橋本大二郎（高知県知事）、森田健作（千葉県知事。元参議院議員・元衆議院議員）、橋下徹（大阪府知事を経て大阪市長）、三反園訓（鹿児島県知事、知事選落選を経て衆議院議員）、玉城デニー（沖縄県知事、元衆議院議員、元沖縄市議会議員）、平松邦夫（大阪市長）、荻原健司（長野市長、元参議院議員）、馳浩（石川県知事、元参議院議員、元衆議院議員）などが挙げられる。
- 地方議会議員では堀井学（北海道議。道議退任後衆議院議員）、追風海直飛人（青森県板柳町議、のち青森県議）、田宮謙次郎（茨城県下館市議）、田口禎則（浦和市議・さいたま市議を経て埼玉県議）、プリティ長嶋（千葉県市川市議を経て千葉県議）、林家とんでん平（札幌市議）、三遊亭窓里（埼玉県川越市議）、土方隆司（埼玉県狭山市議）、真山勇一（東京都調布市議。市議退任後参議院議員）、青空好児（東京都世田谷区議）、須藤甚一郎（東京都目黒区議）、木村健悟（東京都品川区議）、阿部光利（東京都台東区議）、石井めぐみ（東京都国立市議）、三遊亭らん丈（東京都町田市議）、斉藤里恵（東京都北区議。区議退任後参議院議員選挙落選を経て東京都議）、船場太郎（大阪府大阪市議）、スペル・デルフィン（大阪府和泉市議）、鳳城ひろき（兵庫県宝塚市議）、鈴木浩子（千葉県議）、都築龍太（さいたま市議）、西村修（東京都台東区議）、松野明美（熊本市議、のち熊本県議を経て参議院議員）、橋本侑樹（東京都渋谷区議）、嶋川武秀（富山県高岡市議、市議退任後富山県議）、長井秀和（東京都西東京市議）、上原チョー（栃木県真岡市議）、後藤祐樹（千葉県八街市議、上原康樹（岩手県議）などが多数が進出している。

### 三権の長・閣僚
日本ではタレント出身の政治家が首相になった例は現時点まではないものの、国政において三権の長である国会議長や閣僚に登りつめた例は少なからず存在する（括弧内の氏名は公職就任時における本名）。
- 国会議長（就任日）
  - 扇千景（林寛子） - 参議院議長（2004年7月30日）
  - 山東昭子 - 参議院議長（2019年8月1日）、参議院副議長(2007年8月7日)
  - 海江田万里 - 衆議院副議長（2021年11月10日）
- 閣僚（初入閣日）
  - 石原慎太郎 - 環境庁長官（1976年12月24日）、その後運輸大臣を歴任
  - 山東昭子 - 科学技術庁長官（1990年12月29日）
  - 田名部匡省 - 農林水産大臣（1991年11月5日）
  - 八代英太（前島英三郎） - 郵政大臣（1999年10月5日）
  - 扇千景（林寛子） - 建設大臣（2000年7月4日）、その後運輸大臣、国土交通大臣などを歴任
  - 小野清子 - 国家公安委員長（2003年9月22日）
  - 小池百合子 - 環境大臣（2003年9月22日）、その後防衛大臣などを歴任
  - 高市早苗 - 沖縄及び北方対策、科学技術政策、イノベーション、少子化・男女共同参画、食品安全担当大臣（2006年9月26日）、その後総務大臣などを歴任
  - 舛添要一 - 厚生労働大臣（2007年8月27日）
  - 福島瑞穂 - 消費者担当大臣（2009年9月16日）
  - 蓮舫（村田蓮舫） - 行政刷新担当大臣（2010年6月8日）
  - 海江田万里 - 経済財政担当大臣（2010年9月17日）、その後経済産業大臣などを歴任
  - 岡崎トミ子 - 国家公安委員長（2010年9月17日）
  - 小宮山洋子 - 厚生労働大臣（2011年9月2日）
  - 山谷えり子（小川惠里子） - 国家公安委員長（2014年9月3日）
  - 馳浩 - 文部科学大臣（2015年10月7日）
  - 丸川珠代（大塚珠代） - 環境大臣（2015年10月7日）、その後東京オリンピック・パラリンピック担当大臣を歴任
  - 橋本聖子（石﨑聖子） - 東京オリンピック・パラリンピック担当大臣（2019年9月11日）
  - 武見敬三 - 厚生労働大臣（2023年9月13日）
  - 三原じゅん子（中根順子） - こども政策・少子化対策・若者活躍・男女共同参画・共生・共助担当大臣（2024年10月1日）

### 公的場面での芸名（通名）使用
日本では国会議員は国民の代表として立法に参画して行政に物申す立場であり、行政機関の一員ではないため通名使用が認められている（ただし、参議院議員の芸名・通名使用が認められたのは1997年の事である）が、国務大臣等行政府の役職に任ぜられた場合は、議員としての立場とは別に行政機関の一員として公文書を発し、時に大臣等の肩書きで国民の権利・義務・許認可を左右することがあるため、責任明確化の観点から芸名の使用は認められていない。
このため、閣僚として入閣したタレント議員は、行政府の公文書に対しては本名で署名する事となっている。例えば、元参議院議員扇千景は国土交通大臣（国務大臣）としての公文書には本名の「林寛子」で署名をしていたが、このような規定のない参議院議長としての公文書には芸名（通名）の「扇千景」で署名をしていた。
東国原英夫元宮崎県知事の場合は、選挙の際には芸名（そのまんま東）としたものの、公的には使いづらいと判断し、知事就任後は本名を用いている（政界引退後も引き続き本名で活動）。一方、知事就任後も公文書を除いて芸名を使用している（いた）例としては、横山ノック元大阪府知事（本名・山田勇）と森田健作千葉県知事（本名・鈴木栄治）の例があるが、『全国市町村要覧』では、前者は本名を掲載していたのに対し、後者は芸名を掲載している。

### タレント活動
日本の場合、有名人が選挙への立候補を表明した時点で、公職選挙法や放送法の規定から派生したメディア側の自主規制により、選挙終了まで各メディアでのタレント活動ができなくなるのが一般的である。ニュースや選挙関連の番組を除いて、テレビ、ラジオへの出演はできなくなり、雑誌や新聞での連載等も中断される。この規制により、テレビショッピング番組に起用していた女優の生稲晃子が2022年の参院選（東京都選挙区）に立候補を表明した影響で同候補出演の映像が使用できなくなったとして、番組制作会社から損害賠償請求の裁判を起こされた事例もある。ただし、2001年の参院選に立候補した大橋巨泉や2022年の参院選に立候補した水道橋博士は選挙期間中も雑誌の連載を継続していた。
横山ノックが司会を務めた「ノックは無用!」（関西テレビ）では、選挙期間中は本人が番組を降板するのみならず、番組のタイトルも「ロックは無用!」に改題されていた。義家弘介が担当していた「ヤンキー先生!義家弘介の夢は逃げていかない」（ニッポン放送）は公示期間中放送休止になっていた。
当選した場合、タレント活動を継続するかどうかはその者の判断による。議員の兼職自体が禁じられているわけではなく、他の職業の者であってもそれまでの仕事を継続する者も少なくないが、タレント政治家の場合はその仕事が世間に露出するものであることから、しばしば論議の的となる。
山東昭子が1987年に参議院環境特別委員長を務めていた時、テレビ東京のゴルフ番組「ゴルフだよ人生は」の収録で公害健康被害補償法の審議を欠席したため、政治職務よりタレント活動を優先したと非難され、委員長辞任に追い込まれた例がある。
橋本聖子は1996年に現職参議院議員としてアトランタオリンピックの自転車競技に出場している。2010年の参院選で当選した柔道選手の谷亮子は、立候補表明時に議員活動と現役選手を両立させ、次回オリンピック出場を目指すと明言し、賛否両論が巻き起こった（当選後に政治職務に専念し、次回のオリンピックに出場しないことを表明した）。一方で、同じ選挙に自民党から立候補した女優の三原じゅん子は、当選した場合は女優を引退すると表明し、これを受けて、当選後は各メディアでは「元女優」などと表記されている（ただし例外として2011年3月に放送されたテレビドラマシリーズ「3年B組金八先生」の最終回で過去の出演者達が卒業生として勢揃いで集合する場面では卒業生の一人として特別出演した）。また、歌手の中条きよしは国会の委員会内での自身のCDやディナーショーを宣伝する発言が騒動となり、騒動以降は芸能活動については引退する意向を表明することとなった。
プロレスラーではアントニオ猪木が第15回参議院議員通常選挙で比例区から、馳浩は第17回参議院議員通常選挙で石川県選挙区から、第19回参院選では大仁田厚が比例区から立候補して初当選し、第20回参議院議員通常選挙では神取忍が2006年に繰上当選、木村健悟（引退後、東京都目黒区議）・西村修（東京都文京区議、2025年現職のまま死去）・土方隆司（埼玉県狭山市議）が第17回統一地方選挙でそれぞれの議会に立候補して初当選した。馳はのち本格的に政治家に転身することとなってプロレスラー引退を表明して2006年8月27日に両国国技館で引退試合を行ったが、2017年7月26日（衆議院議員時代）と2021年1月4日（衆議院議員時代）と2023年1月1日（石川県知事時代）に限定で復帰し、2023年1月4日に石川県知事としての会見では「私は死ぬまでプロレスラーです」と生涯現役プロレスラーとも取れる発言をした。
覆面レスラーが地方議員になった場合、覆面姿のまま議会に入場しようとすると「病気などの理由を除き、帽子やコートの着用」を禁じた議会会議規則に抵触すると判断される可能性がある。過去に覆面レスラーが地方議員になった例として、ザ・グレート・サスケ（岩手県議）、スペル・デルフィン（大阪府和泉市議）、スカルリーパー・エイジ（大分市議）、グレート☆無茶（長野市議、のちに長野県議）、タコスキッド（福岡県太宰府市議）があるが、サスケ、デルフィン、無茶、タコスキッドは議会の別室で素顔の本人確認をすること等を条件に覆面姿の議場入場は認められたが、エイジは覆面姿での議場入場は認められなかった。
公営競技の現役選手で政界に進出した例としては、競輪選手で徳島県小松島市議である米崎賢治の例がある。
落語家や講談師、漫才師などの演芸分野から政界に進出した例として、国政では前述の横山ノックのほか、立川談志、一龍齋貞鳳、コロムビア・トップ、西川きよし（いずれも参議院議員）などの例があり、地方議会では落語家から三遊亭らん丈（東京都町田市議）、三遊亭窓里（埼玉県川越市議、同議会議長にも就任実績あり）、林家とんでん平（札幌市議）、三遊亭洋楽（北海道函館市議）、桂三発（三重県安濃町議→津市議）、漫才師から青空球児・好児の青空好児（東京都世田谷区議）、母心の嶋川武秀（富山県高岡市議、のちに富山県議）、X-GUNの西尾季隆（埼玉県三郷市議）などの例があり、議員活動の合間を縫う形で高座・舞台への出演などを続けるケースも多い。

### その他
浜田幸一（元衆議院議員）や小沢遼子（元埼玉県議会議員・元浦和市議会議員）、杉村太蔵（元衆議院議員）、上西小百合（元衆議院議員）、宮崎謙介（元衆議院議員）、金子恵美（元自由民主党衆議院議員）、豊田真由子（元衆議院議員）、太田房江（元大阪府知事）、横粂勝仁（元衆議院議員）のように政治家からタレント・文化人の活動を行う「元議員タレント」もいる。知名度やクリーンなイメージにより政党に起用されるタレント議員に対し、話術に長け時事問題をこなせる元議員タレントはテレビ局等より重宝される。他にはタレントから政治家となり引退後大学教授となった人物に野末陳平（元参議院議員）がいる。太田房江はタレント活動を行った後に参議院議員となっている。またタレント出身でない現職の政治家でも、ゲスト出演等でタレント的な活動を行うこともある。
タレント政治家はタレント業が本来の生業であるため、政界を離れた後、芸能界やスポーツ界に復帰し活動を再開するケースも少なくなく、俳優から政界に転じた中村敦夫（元参議院議員）は政界引退後は俳優業に戻っている。前出の江本孟紀（元参議院議員）は野球解説者に復帰、東国原英夫（元宮崎県知事・元衆議院議員）と森田健作（元千葉県知事・元衆・参議院議員）はタレント業を再開、荻原健司（元参議院議員）もスキー選手・指導者となったが2021年に長野市長として政界に復帰した。横光克彦（衆議院議員）は政界進出後一旦は芸能活動を自粛、落選後再び俳優業を再開、2017年には再度政界復帰し再び芸能活動を停止するという経緯を辿っている。
落語家の立川談志が1971年参院選全国区で50人中50位の最下位当選した際、インタビューで「寄席でも選挙でも、真打は最後に上がるもんだ」と答えた。
スポーツ紙ではスポーツ選手を含めたタレント候補は選挙活動中の動向について、他の候補よりも記事として掲載されやすい傾向がある。
大相撲力士の旭道山和泰は1996年10月に第41回衆議院議員総選挙に新進党から比例区で立候補し、当選した。国政進出に際し廃業届を日本相撲協会に提出したが、落選した際の配慮のために当初は保留扱いとなり、当選後に正式に廃業届が受理された。断髪式までは丁髷を結ったまま登院した。なお、旭道山の件が契機となり、日本相撲協会は所属力士が現役を引退し同協会に残留しない場合については「廃業」と呼称していたものを「引退」に統一している。
麻生太郎はクレー射撃選手としてモントリオールオリンピックへの出場経験があるが、一般には世襲政治家としての側面が強く、タレント政治家とはみなされていない。

## 世界におけるタレント政治家

### 国家元首
国家元首となった芸能分野の出身者は、第40代アメリカ合衆国大統領ロナルド・レーガン、第13代フィリピン大統領ジョセフ・エストラーダ、第6代ウクライナ大統領ウォロディミル・ゼレンスキーが広く知られる。レーガンは任期満了後政界を引退したが、エストラーダは大統領退任後も政治活動を続け、2013年には首都マニラの市長に当選している。第45・47代アメリカ大統領のドナルド・トランプは、実業家出身であるがテレビ番組司会者としても活動していた。他には第50代グアテマラ大統領ジミー・モラレスなどがいる。
元スポーツ選手では、第25代リベリア大統領ジョージ・ウェア（元サッカーリベリア代表）がいる。

### 首相・閣僚
コメディアン出身のマリヤン・シャレツは第11代スロベニア首相をつとめた。
パキスタンの元クリケット選手であるイムラン・カーンは2018年から2022年まで同国の首相をつとめていた。ブラジルでは1990年にジーコがスポーツ担当大臣をつとめ、1995年からはペレが初代スポーツ大臣をつとめた。サッカージョージア代表であったカハ・カラーゼはビジナ・イヴァニシヴィリ内閣・
イラクリ・ガリバシヴィリ内閣で副首相・エネルギー大臣を務め、2017年からは首都トビリシの市長を務めている。

### 知事・市長
2003年から2011年までカリフォルニア州知事を務めたアーノルド・シュワルツェネッガーは在職中も映画にカメオ出演するなど一定の芸能活動を続けていたが、退任後は俳優業を再開し、就任前同様に映画主演も行っている。またクリント・イーストウッド元カリフォルニア州カーメル市長も、退任後俳優や監督業を続けている。イギリスでは下院議員を務めた作家のジェフリー・アーチャーが、一旦政界を引退して文筆活動に戻った後、再び政界に復帰している。アイスランドのスタンダップコメディアンのヨン・ナールは首都レイキャビクの市長になり、アルメニアでは人気コメディアンのハイク・マルチアンが首都エレバンの市長になった。
アメリカ合衆国の元プロレスラージェシー・ベンチュラは1990年にミネソタ州ブルックリンパーク市長に当選し、1998年から2002年までミネソタ州知事を務めた。

### 議員
韓国では国会議員になった芸能人やアナウンサーが多く、1978年の第10回総選挙で当選した洪性宇以降、2020年の第21回総選挙まで崔戊龍・李順載・姜富子・崔仏岩（崔英漢）・李朱一（鄭周逸）・申栄均・鄭漢溶・申星一（姜信永）・金乙東・崔鍾元などの俳優や朴映宣・韓善教・李季振・柳根粲・柳政鉉・高旼廷・裵賢鎮・韓俊鎬・朴省俊・金恩慧などのアナウンサーが当選し国会議員を務めた。
ロシアのレスリング選手であるアレクサンドル・カレリンは2000年に現職国会議員としてシドニーオリンピックのレスリング競技に出場し銀メダルを獲得したことがある。同じくロシアのフィギュアスケート選手エフゲニー・プルシェンコは2007年3月、サンクトペテルブルク立法議会議員に当選し、2011年バンクーバーオリンピックのフィギュアスケート男子シングルに出場し銀メダルを獲得している。しかし、プルシェンコは当選後も競技続行の妨げになるとして議会に殆ど出席していなかったため、強い批判を浴びた。2014年ソチオリンピックの招致活動に地方議員として参加するなどしたものの、議会内活動はほとんどできないまま2011年12月、ソチオリンピックへの出場を目指して競技に専念するため、翌年の任期満了をもって政界を引退する意向を表明した。クロアチアの格闘家のミルコ・クロコップは現職国会議員時代に試合を組んでおり、来日もしている。阪神タイガースで三冠王など活躍したランディ・バースは本名のランディ・バス名義でロートン市議員を経て、オクラホマ州の上院議員に当選している。元力士の旭鷲山（小結）は母国モンゴルの国民大会議議員に当選している。元力士で引退後日本でタレント活動をしていた把瑠都（大関）は、母国エストニアの国会（リーギコグ）の総選挙に出馬し、一旦は落選したものの繰り上げ当選している。

### その他
自由選挙制度が行われない体制である国家においても、政治任用によってタレントが政治的役職に就くこともある。中華人民共和国の中国人民政治協商会議には、スポーツ関係者枠や文化芸術枠が存在し、映画監督のチャン・イーモウや女優のコン・リーなどが委員になっている。また、元タレントである権力者の配偶者が政治的な役割を果たすことも多い。フアン・ペロン夫人であったエバ・ペロン、毛沢東夫人であった江青が特に知られている。